# Adalbert Seipolt
Adalbert Seipolt OSB, Taufname Eberhard (* 11. August 1929 in Breslau; † 29. Januar 2009 in Metten) war ein Mönch der Benediktinerabtei Metten und Buchautor.

## Biographie
Eberhard Seipolt besuchte in Breslau ab 1940 das humanistische Maria-Magdalenen-Gymnasium. Nach der Vertreibung aus seiner schlesischen Heimat im Winter 1944/1945 kam er zunächst nach Riesa in Sachsen und 1946 schließlich nach Metten, wo er am St.-Michaels-Gymnasium der Benediktiner seine Schulausbildung fortsetzte und 1948 mit dem Abitur abschloss. Anschließend trat er in die Benediktinerabtei Metten ein. Am 22. September 1949 legte er sein Ordensgelübde ab und erhielt den Ordensnamen Adalbert. Nach dem Studium der Philosophie und Theologie in Salzburg und an der Benediktinerhochschule S. Anselmo in Rom empfing er am 9. Juli 1953 die Priesterweihe. Es folgte das Studium der Fächer Deutsch, Griechisch und Geschichte für das Lehramt am Gymnasium an der Universität Würzburg.
Nach seinem Staatsexamen wirkte er am Mettener Klostergymnasium als Lehrer für Deutsch, Griechisch und Geschichte und leitete die Schulbühne. Gleichzeitig war er als Erzieher im Internat des Klosters tätig. Von 1993 bis 2005 war er Prior der Abtei.
Bekannt wurde Seipolt als Buchautor. In seinen Werken behandelt er in heiterem Erzählstil auch ernste religiöse Themen. Am bekanntesten wurde seine Schilderung einer Pilgerfahrt, Alle Wege führen nach Rom. Das Buch erlebte 22 Auflagen, insgesamt über eine Million Exemplare, und wurde in sieben Sprachen übersetzt.
Für seine Leistungen und Verdienste wurde P. Adalbert Seipolt mit dem Bundesverdienstkreuz am Bande ausgezeichnet.

## Werke
- Alle Wege führen nach Rom. Die heitere Geschichte einer Pilgerfahrt, Echter, Würzburg 1958.
- Die Ente Seiner Eminenz. Neun Geschichten von heiligmäßigen und mäßigheiligen Leuten, Würzburg 1959.
- Wir sind nicht gemeint!? (Benno-Bücher / Reihe religiöser Erzählungen, Bd. 16), Leipzig 1961.
- Der aufgeweckte Siebenschläfer. Eine unverblümte Legende aus unseren Tagen, Würzburg 1962.
- Adalbert Seipolt/Michael Horatczuk, Unverblümte Legenden um christliche Zeitgenossen (Benno-Bücher / Reihe religiöser Erzählungen, Bd. 21), Leipzig 1963.
- Die Zeche zahlt einer, Würzburg 1965.
- Zwei Hauben und eine Posaune. Eine lange und fünf kurze Geschichten, Würzburg 1965.
- Störfeuer im Paradies. Eine lange und drei kurze Geschichten (Benno-Bücher / Reihe religiöser Erzählungen, Bd. 31), Leipzig 1967.
- David, Isais jüngster Sohn, Würzburg 1970.
- Schnups, der arme Wohlstandsknabe. Ein beispielloser Verziehungsroman aus unseren Breiten zu Nutzen und Frommen, Abschrecken und Ergötzen vergewaltigter Eltern, Würzburg 1974.
- Der Ölscheich von Christiansreuth, Würzburg 1977.
- Brief an den heiligen Benedikt, Würzburg 1980.
- Die Römische Himmelfahrt. Schwester Annabertas unverhoffte Abenteuer, Würzburg 1980.
- Der Esel Habakuk und andere Bescherungen, Würzburg 1983.
- Verifax oder der ehrliche Bildschirm. Vier phantastische Geschichten, Würzburg 1983.
- Und es nickte der kopflose Bischof, Würzburg 1988.
- Zwölf im Netz, Würzburg 1990.
- Frauenspersonen Zutritt verboten. Die Geschichte von einem, der auszog, im Kloster das Gruseln zu lernen, Würzburg 1991.
- Der widerspenstige Pater oder die Verbesserung des Geschichtsunterrichts, Würzburg 1993.
- Hermann Eller, Zwischen Himmel und Erde. Mit Beitr. von Adalbert Seipolt, Grafenau 1993.
- Adalbert Seipolt/Lukas Ruegenberg, Franz. Ein Bilderbuch, Freiburg im Breisgau u. a. 1994.
- Abgehauen grünt er neu. Geschichte(n) als Arzeney für Mißvergnügte, Würzburg 1995.
- Hochwürden auf Brautschau. Vermischtes und Verschmitztes, Echter, Würzburg 1996.
- Adalbert Seipolt/Lukas Ruegenberg. Benedikt, Würzburg 1998.
- Vatikan zu verkaufen. Heitere Geschichten, Echter, Würzburg 1998, ISBN 3-429-02065-4.
- Das große Adalbert-Seipolt-Lesebuch (Sonderausgabe), Würzburg 1999.
- Jahre im Gegenwind. Meine Kindheit und Jugend im Dritten Reich, Echter, Würzburg 2003, ISBN 3-429-02547-8.

## Bühnenadaptionen
- Der aufgeweckte Siebenschläfer, Bühnenadaption des Romans von Wolfgang Gerlach[2]
- Schnups, der arme Wohlstandsknabe, Bühnenadaption des Romans von Wolfgang Gerlach[3]